# Lijst van voetbalinterlands Chili - Jamaica (vrouwen)
Deze lijst van voetbalinterlands is een overzicht van alle officiële voetbalinterlands tussen de nationale vrouwenteams van Chili en Jamaica. De landen hebben tot nu toe vijf keer tegen elkaar gespeeld.

## Wedstrijden
| № | Plaats      | Datum            | Competitie                  | Wedstrijd       | Uitslag |
| - | ----------- | ---------------- | --------------------------- | --------------- | ------- |
| 1 | Kingston    | 1 maart 2019     | Vriendschappelijk           | Jamaica − Chili | 1 − 0   |
| 2 | Montego Bay | 4 maart 2019     | Vriendschappelijk           | Jamaica − Chili | 3 − 2   |
| 3 | Valparaíso  | 28 oktober 2023  | Pan-Amerikaanse Spelen 2023 | Chili − Jamaica | 6 − 0   |
| 4 | Santiago    | 23 februari 2024 | Vriendschappelijk           | Chili − Jamaica | 5 − 1   |
| 5 | Santiago    | 27 februari 2024 | Vriendschappelijk           | Chili − Jamaica | 1 − 0   |

## Samenvatting
| Competitie             | Totaal gespeeld | Winst Chili | Gelijk | Winst Jamaica | Doelsaldo Chili – Jamaica |
| ---------------------- | --------------- | ----------- | ------ | ------------- | ------------------------- |
| Pan-Amerikaanse Spelen | 1               | 1           | 0      | 0             | 6 − 0                     |
| Vriendschappelijk      | 4               | 2           | 0      | 2             | 8 − 5                     |
| Totaal                 | 5               | 3           | 0      | 2             | 14 − 5                    |